# Flabellum ongulense
Flabellum ongulense är en korallart som beskrevs av Katsuyuki Eguchi 1965. Flabellum ongulense ingår i släktet Flabellum och familjen Flabellidae.
Artens utbredningsområde är Södra Ishavet. Inga underarter finns listade i Catalogue of Life.